# Mandra
Mandra is een Roemeense gemeente in het district Brașov.
Mandra telt 2961 inwoners.